# Кевін Маккормак
Кевін Маккормак (англ. Kevin McCormack) — валлійський боксер надважкої ваги, призер чемпіонату Європи серед аматорів.

## Біографія
Кевін Маккормак тричі (1988, 1990, 1991) був чемпіоном Англії серед аматорів в надважкій вазі. Тричі (1986, 1990, 1994) Маккормак брав участь в Іграх Співдружності у складі збірної Уельсу. На Іграх Співдружності 1994 року був прапороносцем збірної.
Найбільшого успіху досяг на чемпіонаті Європи 1993, на якому завоював бронзову медаль. Маккормак переміг Славішу Янковича (Югославія) і Олега Бєлікова (Україна), а у півфіналі програв Свілену Русінову (Болгарія) — 0-3.
Після завершення виступів 1996 року відійшов від боксу, влаштувавшись чистильником спортивного екіпірування футбольного клубу «Портсмут», де працював більше 20 років.